# Славутич (корабль управления)
«Славу́тич» (укр. Славутич) — украинский средний разведывательный корабль, корабль управления. Единственный корабль, построенный по проекту 12884 «Гофри».
Кроме сбора разведывательной информации, ВМС Украины использовали КУ «Славутич» в качестве корабля управления для осуществления координации боевых действий небольшого соединения кораблей. С этой целью, в ходе модернизации корабля, был переоборудован центральный пост управления (ЦПУ) — его оснастили современными средствами дальней связи и управления группой кораблей. Также с ЦПУ можно управлять всеми корабельными системами, контролировать режимы и работу стояночного и главного двигателя. При этом обслуживают корабль всего 129 человек, из которых 19 офицеров.

## Проект
В ЦКБ «Черноморец» (Севастополь) на базе большого морозильного рыболовецкого траулера проекта 1288 был разработан проект среднего разведывательного корабля — корабля освещения подводной обстановки. Проект получил номер 12884 и код «заказ 698».
По другим данным — был разработан проект специального вспомогательного судна — базы по разгрузке и обезвреживанию реакторов атомных подводных лодок, а уже потом был переоборудован в разведывательный корабль.

## Строительство
Заложен на стапеле Черноморского судостроительного завода в Николаеве под заводским № 902 в июле 1988 года. При строительстве присвоен тактический номер ССВ-189 и был назван «Приднепровье». Спущен на воду 12 октября 1990 года. После достройки, предполагался ввод в состав Северного флота. Но в связи с распадом СССР был передан Украинской стороне.
До июля 1994 года имел бортовой номер 800, затем U510. 28 июля 1992 года, в связи с отсутствием утверждённого военно-морского флага Украины, на гафеле корабля был поднят государственный флаг Украины. Ведён в состав ВМС Украины 24 августа 1992 года (12 августа 1992 года) и переименован в «Славутич». И только в ноябре 1992 года на «Славутиче» были торжественно подняты кормовой флаг и гюйс, которые разработал и подарил экипажу корабля украинский дизайнер и кутюрье Михаил Воронин. Данный флаг по дизайну был близок к украинскому военно-морскому флагу образца 1918 года, а гюйс представлял собой синее полотнище с золотым малым гербом Украины.
Во время плановых ходовых испытаний в 1990-е годы в Чёрном море, «Славутич» вызывал переполох в военно-морских силах стран Черноморского бассейна и заставлял их приводить флоты в состояние повышенной боевой готовности.

## Конструкция и вооружение корабля
В связи с тем, что первоначально корабль проектировался и строился как специальное судно, способное поднимать и производить утилизацию ядерных реакторов атомных подводных лодок, на борту корабля была оборудована зона особого режима со свинцовыми переборками, где можно проводить работы по утилизации радиоактивных объектов.
Впоследствии, при изменении проекта под разведывательный корабль, было принято решение оборудовать его средствами радиоэлектронной и гидроакустической разведки, аналогичными проекту 10221. Кроме типовых средств РЭР и РТР, на корабль предполагалось установить уникальную шумопеленгаторную ГАС «Днестр» с опускаемой антенной. В конструкции корабля предусмотрена сквозная внутренняя шахта для опускаемой цилиндрической антенны, однако в связи с распадом СССР станция так и не была установлена. В дальнейшем шахту предполагалось использовать для скрытного вывода боевых пловцов-диверсантов.

## Служба
- 1994 год — деловой визит в Румынский порт Констанца под флагом заместителя командующего ВМС Украины контр-адмирала Н. М. Кострова.
- 1998 год — официальный визит в Хорватский порт Сплит под флагом командира бригады надводных кораблей капитана 1-го ранга И. И. Тенюха.
- 1998 год — неофициальный визит в Турецкий порт Тузла и Болгарские порты Бургас и Варну под флагом командира бригады надводных кораблей капитана 1-го ранга И. И. Тенюха.
- 1999 год — официальный визит вместе с фрегатом «Гетман Сагайдачный» в Израильский в порт Хайфа под флагом командира бригады надводных кораблей капитана 1-го ранга И. И. Тенюха.
- 2000 год — первый в истории ВМС Украины трансатлантический поход с официальным визитом в Американский порт Нью-Йорк, под флагом командира бригады надводных кораблей капитана 1-го ранга И. И. Тенюха, во время похода деловые заходы (дважды) в порт Гибралтар (Великобритания) и на Азорские острова в порт Понта-Делгада (Португалия).
- 2002 год — поход вместе с большим десантным кораблём «Константин Ольшанский» и морским буксиром «Кременец» в Средиземное море на оперативно-тактические учения «Си Бриз» с ВМС США под флагом командира эскадры контр-адмирала И. И. Тенюха.
- 2002 год — поход в Чёрном море с заходом в порты причерноморских государств в ходе второй активации совместной черноморской военно-морской группы BLACKSEAFOR под флагом командира международного соединения сил по вызову командира эскадры ВМС контр-адмирала И. И. Тенюха.
- 2005 год — участие во второй фазе четвёртой активации ЧВМГ BLACKSEAFOR совместно со спасательным буксиром «Кременец». Совершил заходы в морские порты Турции, Болгарии, Румынии. 12 июля на «Славутиче» произошёл инцидент — во время артиллерийских стрельб, при проведении командных учений на полигоне боевой подготовки, во время заряжания 14,5-мм ЗПУ произошёл взрыв. Гильзой патрона был смертельно ранен командир ракетно-артиллерийской боевой части корабля капитан-лейтенант Виталий Стаднийчук[8].
- 2006 год — участие во второй фазе пятой активации ЧВМГ BLACKSEAFOR, вместе с фрегатами «Фатих» (ВМС Турции) и «Марашешти» (ВМС Румынии), тральщиком «Шквал» (ВМС Болгарии), большим десантным кораблем «Ямал» ВМФ России, сторожевым катером «Кутаиси» (ВМС Грузии.)
- 2007, 2008, 2009, 2010 год — участие в активациях ЧВМГ BLACKSEAFOR в[7].

- В апреле 2011 года корабль управления «Славутич» принял участие в активации Черноморской группы военно-морского сотрудничества BLACKSEAFOR[9].

23 марта 2014 года, в результате аннексии Крыма Российской Федерацией, корабль был взят штурмом подразделениями спецназа России и поставлен на хранение на базе Черноморского флота ВМФ России.
На 2021 год корабль находится в Крыму под контролем Российской Федерации. Россия не отрицала и не отрицает украинскую принадлежность всех находящихся там украинских кораблей, и выражала готовность передать их после прекращения военных действий в Донбассе.

## Командиры корабля
- капитан 3-го ранга Мандыч;
- капитан 2-го ранга Хачатуров Карен Эрвандович;
- капитан 2-го ранга Киселёв Алексей Алексеевич (с декабря 1997 года по март 2001 года);
- капитан 2-го ранга Удовенко Иван Петрович (с марта 2001 года);
- капитан 2-го ранга Тарасов Андрей Андреевич (2002—2003);
- капитан 2-го ранга Кириакиди Максим Викторович (с 2010 года)[13];
- капитан 2 ранга Бреев Григорий Александрович;
- капитан 2 ранга Глухов Дмитрий Сергеевич (с начала 2014 года и до захвата корабля российскими войсками)[14].